# 永千絵
永 千絵（えい ちえ、1959年 - ）は、映画エッセイスト。

## 人物
- 東京都渋谷区出身[1]。成城大学文芸学部英米文学科卒業[2]。永六輔の長女。元フジテレビアナウンサー永麻理の姉。夫と2男あり。
- 中学生の頃から映画雑誌のエッセイに執筆。淀川長治とおすぎに師事[1]。

## 著書

### 単著
- いつもの場所で - シネマ・エッセィ（1990年、近代映画社）ISBN 978-4-7648-1642-8
- 親子で映画日和 - 子どもと映画を楽しむために（2008年、近代映画社）ISBN 978-4-7648-2219-1
- 父「永六輔」を看取る（2017年、宝島社[3]）ISBN 978-4-8002-6959-1

### 共著
- 永家物語 - 父と子と孫の三代噺（1986年、PHP研究所）ISBN 978-4-5692-1800-7 - 永忠順、永六輔と
- 読めば読むほど。 - 子供たちを“本好き”にする本（2001年、くもん出版）ISBN 978-4-7743-0449-6 - 永六輔、永麻理と